# Crosslauf-Weltmeisterschaften 2003
Die 31. Crosslauf-Weltmeisterschaften der IAAF fanden am 29. und 30. März 2003 in Lausanne/Avenches (Schweiz) statt.

## Kurs
Veranstaltungsort war das Hippodrom des Institut équestre national d’Avenches (INEA) in Avenches, 60 km entfernt von Lausanne, wo die Teams logierten. Die Männer bewältigten auf der Langstrecke 12,355 km, die Frauen auf der Langstrecke und die Junioren 7,92 km, die Juniorinnen 6,215 km und die Kurzstreckler beiderlei Geschlechts 4,03 km.

## Wettkämpfe
Das Rennen der Juniorinnen, das Kurzstreckenrennen der Männer und das Langstreckenrennen der Frauen fanden am 29. März statt, die anderen drei Rennen am darauffolgenden Tag. 
Kenenisa Bekele verteidigte seinen Kurzstreckentitel, indem er 250 m vor dem Ziel seine kenianischen Kontrahenten John Kemboi Kibowen und Benjamin Limo mit einem enormen Endspurt abhängte. Weder war ihm anzumerken, dass er einen Monat zuvor eine Typhusinfektion überstanden hatte, noch dass er den Abend zuvor bei einem offiziellen Dinner der IAAF auf dem Genfersee verbracht hatte (er war zuvor noch nie auf einem Schiff gewesen) und deshalb erst um Mitternacht zu Bett gegangen war. Der erste Europäer im Ziel war der marokkanischstämmige Franzose Ismaïl Sghyr auf dem neunten Platz. Christian Belz wurde vor heimischem Publikum der erste nicht aus Afrika stammende Läufer auf Rang 18.
Im Langstreckenrennen schaffte Kenenisa Bekele wie im Vorjahr das Double. Auf der letzten Runde lief er einen Vorsprung von 13 Sekunden auf den Kenianer Patrick Mutuku Ivuti, den Silbermedaillengewinner von 1999, heraus. Bronze ging an Gebregziabher Gebremariam, den Juniorenweltmeister des Vorjahres. Der somalischstämmige US-Amerikaner Mebrahtom Keflezighi wurde als bester Läufer aus einem nicht-afrikanischen Land Elfter, der erste Europäer war der Portugiese Eduardo Henriques auf dem 16. Platz.
Bei den Frauen führte auf der Langstrecke lange die Vorjahreszweite Deena Drossin aus den USA. Ihr konnte lediglich Werknesh Kidane folgen, die im Vorjahr auf der Kurzstrecke Silber gewonnen hatte. 300 m vor dem Ziel spielte die Äthiopierin ihre stärkere Spurtkraft aus und siegte mit neun Sekunden Vorsprung. Den Kampf um die Bronzemedaille gewann die Äthiopierin Merima Denboba mit zwei Sekunden Vorsprung vor ihrer Landsfrau Eyerusalem Kuma, und der ersten Kenianerin Magdaline Jepkorir Chemjor. Durch die Disqualifizierung der Sechstplatzierten Pamela Chepchumba, die bei einem Dopingtest am Vortag als erste Athletin aus Kenia des Missbrauchs von Erythropoetin (EPO) überführt worden war, rückte die Vorjahresdritte Colleen De Reuck auf den siebten Platz vor. 
Auf der Kurzstrecke verteidigte Edith Masai ihren Titel und verhinderte mit einer Sekunde Vorsprung ein Double von Werknesh Kidane. Zwei Sekunden dahinter sicherte sich die Kenianerin Jane Wanjiku Gakunyi Bronze vor ihrer Landsfrau, der Vorjahresdritten Isabella Ochichi und der Australierin Benita Johnson, die 2002 Vierte geworden war. Die Juniorenweltmeisterin des Vortages Tirunesh Dibaba wurde Siebte, einen Platz vor der ersten Europäerin Alla Schiljajewa.

## Ergebnisse

### Männer

#### Langstrecke

##### Einzelwertung
| Platz | Athlet                    | Land | Zeit (min) |
| ----- | ------------------------- | ---- | ---------- |
| 1     | Kenenisa Bekele           | ETH  | 35:56      |
| 2     | Patrick Mutuku Ivuti      | KEN  | 36:09      |
| 3     | Gebregziabher Gebremariam | ETH  | 36:17      |
| 4     | Richard Limo              | KEN  | 36:39      |
| 5     | Paul Koech                | KEN  | 36:42      |
| 6     | John Cheruiyot Korir      | KEN  | 36:50      |
| 7     | Sileshi Sihine            | ETH  | 37:03      |
| 8     | Hicham Chatt              | MAR  | 37:07      |

Von 117 gemeldeten Athleten gingen 113 an den Start und erreichten 102 das Ziel.
Als einziger Teilnehmer aus einem deutschsprachigen Land kam der Schweizer Bruno Heuberger auf den 70. Platz (40:23). 

##### Teamwertung
| Platz | Land und Athleten                                                                 | Gesamt- und Einzelpunktzahl (in Klammern Einzelplatzierung) |
| ----- | --------------------------------------------------------------------------------- | ----------------------------------------------------------- |
| 1     | Kenia Patrick Mutuku Ivuti Richard Limo Paul Koech John Cheruiyot Korir           | 17 02 04 05 06                                              |
| 2     | Äthiopien Kenenisa Bekele Gebregziabher Gebremariam Sileshi Sihine Ketema Nigusse | 23 01 03 07 12 (13)                                         |
| 3     | Marokko Hicham Chatt Khalid El Aamri Abderrahim Goumri Jaouad Gharib              | 51 08 10 13 (15) 20 (23)                                    |

Insgesamt wurden 16 Teams gewertet.

#### Kurzstrecke

##### Einzelwertung
| Platz | Athlet                   | Land | Zeit (min) |
| ----- | ------------------------ | ---- | ---------- |
| 1     | Kenenisa Bekele          | ETH  | 11:01      |
| 2     | John Kemboi Kibowen      | KEN  | 11:04      |
| 3     | Benjamin Limo            | KEN  | 11:06      |
| 4     | Michael Kipkorir Kipyego | KEN  | 11:18      |
| 5     | Thomas Kiplitany         | KEN  | 11:20      |
| 6     | Khalid El Aamri          | MAR  | 11:22      |
| 7     | Meba Tadesse             | ETH  | 11:24      |
| 8     | David Kilel              | KEN  | 11:25      |

Von 138 gemeldeten Athleten gingen 126 an den Start, die alle das Ziel erreichten. Der Spanier Alberto García wurde wegen Dopings nachträglich disqualifiziert.
Teilnehmer aus deutschsprachigen Ländern:
- 18: Christian Belz (SUI), 11:39
- 33: Viktor Röthlin (SUI), 11:47
- 45: Philipp Bandi (SUI), 11:56
- 72: Peter Philipp (SUI), 12:12
- 94: Jérôme Schaffner (SUI), 12:27
- 105: Michael Mächler (SUI), 12:37

##### Teamwertung
| Platz | Land und Athleten                                                                 | Gesamt- und Einzelpunktzahl (in Klammern Einzelplatzierung) |
| ----- | --------------------------------------------------------------------------------- | ----------------------------------------------------------- |
| 1     | Kenia John Kemboi Kibowen Benjamin Limo Michael Kipkorir Kipyego Thomas Kiplitany | 14 02 03 04 05                                              |
| 2     | Äthiopien Kenenisa Bekele Meba Tadesse Tessema Absher Abiyote Endale              | 31 01 07 11 (12) 12 (13)                                    |
| 3     | Marokko Khalid El Aamri Abderrahim Goumri Ahmed Baday Abdelkader Hachlaf          | 44 06 09 (10) 14 (15) 15 (16)                               |

Insgesamt wurden 17 Teams gewertet. Die Schweizer Mannschaft belegte mit 138 Punkten den siebten Platz.

### Frauen

#### Langstrecke

##### Einzelwertung
| Platz | Athletin                   | Land | Zeit (min) |
| ----- | -------------------------- | ---- | ---------- |
| 1     | Werknesh Kidane            | ETH  | 25:53      |
| 2     | Deena Drossin              | USA  | 26:02      |
| 3     | Merima Denboba             | ETH  | 26:28      |
| 4     | Eyerusalem Kuma            | ETH  | 26:30      |
| 5     | Magdaline Jepkorir Chemjor | KEN  | 26:33      |
| 6     | Elizabeth Rumokol          | KEN  | 26:37      |
| 7     | Colleen De Reuck           | USA  | 26:49      |
| 8     | Caroline Cheptanui Kilel   | KEN  | 26:55      |

Von 68 gemeldeten Athletinnen gingen 66 an den Start und erreichten 63 das Ziel. Die Kenianerin Pamela Chepchumba, die ursprünglich den sechsten Platz belegte, und die Marokkanerin Asmae Leghzaoui wurden wegen Dopings nachträglich disqualifiziert.
Teilnehmerinnen aus deutschsprachigen Ländern:
- 35: Marie-Luce Romanens (SUI), 28:24
- 37: Claudia Oberli (SUI), 28:34
- 44: Mirja Moser (SUI), 28:56

##### Teamwertung
| Platz | Land und Athletinnen                                                                              | Gesamt- und Einzelpunktzahl (in Klammern Einzelplatzierung) |
| ----- | ------------------------------------------------------------------------------------------------- | ----------------------------------------------------------- |
| 1     | Äthiopien Werknesh Kidane Merima Denboba Eyerusalem Kuma Tereza Yohannes                          | 17 01 03 04 09                                              |
| 2     | Kenia Magdaline Jepkorir Chemjor Elizabeth Rumokol Caroline Cheptanui Kilel Joan Jepkorir Aiyabei | 30 05 06 08 11 (12)                                         |
| 3     | Vereinigte Staaten Deena Drossin Colleen De Reuck Katie McGregor Elva Dryer                       | 36 02 07 13 (15) 14 (17)                                    |

Insgesamt wurden sechs Teams gewertet. Die marokkanische Mannschaft fiel durch die Disqualifizierung von Asmae Leghzaoui nachträglich aus der Wertung.

#### Kurzstrecke

##### Einzelwertung
| Platz | Athletin             | Land | Zeit (min) |
| ----- | -------------------- | ---- | ---------- |
| 1     | Edith Masai          | KEN  | 12:43      |
| 2     | Werknesh Kidane      | ETH  | 12:44      |
| 3     | Jane Wanjiku Gakunyi | KEN  | 12:46      |
| 4     | Isabella Ochichi     | KEN  | 12:48      |
| 5     | Benita Johnson       | AUS  | 12:48      |
| 6     | Merima Denboba       | ETH  | 12:52      |
| 7     | Tirunesh Dibaba      | ETH  | 12:54      |
| 8     | Alla Schiljajewa     | RUS  | 12:56      |

Von 103 gemeldeten Athletinnen gingen 99 an den Start und erreichten 98 das Ziel. Die Marokkanerin Asmae Leghzaoui, die den elften Platz belegte, wurde wegen Dopings nachträglich disqualifiziert.
Teilnehmerinnen aus deutschsprachigen Ländern:
- 39: Anita Weyermann (SUI), 13:44
- 57: Andrea Etter (SUI), 13:57
- 74: Christina Carruzzo (SUI), 14:19
- 81: Monique Zimmer (SUI), 14:34
- 91: Renata Bucher (SUI), 15:24

##### Teamwertung
| Platz | Land und Athletinnen                                                              | Gesamt- und Einzelpunktzahl (in Klammern Einzelplatzierung) |
| ----- | --------------------------------------------------------------------------------- | ----------------------------------------------------------- |
| 1     | Kenia Edith Masai Jane Wanjiku Gakunyi Isabella Ochichi Priscah Jepleting Ngetich | 18 01 03 04 10 (11)                                         |
| 2     | Äthiopien Werknesh Kidane Merima Denboba Tirunesh Dibaba Ejegayehu Dibaba         | 24 02 06 07 09                                              |
| 3     | Russland Alla Schiljajewa Olga Romanowa Anastassija Subowa Wiktorija Klimina      | 76 08 13 (14) 26 (30) 29 (34)                               |

Insgesamt wurden 16 Teams gewertet. Die marokkanische Mannschaft fiel durch die Disqualifizierung von Asmae Leghzaoui vom dritten auf den vierten Platz zurück. Die Schweizer Mannschaft belegte mit 194 Punkten den 14. Platz. 

### Junioren

#### Einzelwertung
| Platz | Athlet                    | Land | Zeit (min) |
| ----- | ------------------------- | ---- | ---------- |
| 1     | Eliud Kipchoge            | KEN  | 22:47      |
| 2     | Boniface Toroitich Kiprop | UGA  | 22:49      |
| 3     | Solomon Busendich         | KEN  | 22:51      |

Von 122 gemeldeten Athleten gingen 121 an den Start und erreichten 116 das Ziel.
Teilnehmer aus deutschsprachigen Ländern:
- 85: Rolf Rüfenacht (SUI), 26:57
- 88: Daniel Fässler (SUI), 27:02
- 92: Mathias Büschi (SUI), 27:11
- 94: Claudio Ammann (SUI), 27:17
- 106: Patrick Gentsch (SUI), 28:11
- 113: Fabian Hertner (SUI), 29:18

#### Teamwertung
| Platz | Land und Athleten                                                                    | Gesamt- und Einzelpunktzahl (in Klammern Einzelplatzierung) |
| ----- | ------------------------------------------------------------------------------------ | ----------------------------------------------------------- |
| 1     | Kenia Eliud Kipchoge Solomon Busendich Augustine Kiprono Choge Moses Cheruiyot Mosop | 15 01 03 04 07                                              |
| 2     | Äthiopien Girma Assefa Getachew Dinku Tessema Absher Solomon Molla                   | 28 05 06 08 09                                              |
| 3     | Uganda Boniface Toroitich Kiprop James Kibet Moses Ndiema Kipsiro Isaac Kiprop       | 48 02 10 (13) 14 (18) 22 (27)                               |

Insgesamt wurden 20 Teams gewertet. Die Schweizer Mannschaft belegte mit 267 Punkten den 19. Platz.

### Juniorinnen

#### Einzelwertung
| Platz | Athletin                 | Land | Zeit (min) |
| ----- | ------------------------ | ---- | ---------- |
| 1     | Tirunesh Dibaba          | ETH  | 20:21      |
| 2     | Peninah Biwott Jepchumba | KEN  | 20:22      |
| 3     | Gelete Burka             | ETH  | 20:28      |

Von 108 gemeldeten Athletinnen gingen 104 an den Start und erreichten 100 das Ziel.
Teilnehmerinnen aus deutschsprachigen Ländern:
- 21: Stefanie Murer (SUI), 22:38
- 82: Deborah Büttel (SUI), 25:15

#### Teamwertung
| Platz | Land und Athletinnen                                                                         | Gesamt- und Einzelpunktzahl (in Klammern Einzelplatzierung) |
| ----- | -------------------------------------------------------------------------------------------- | ----------------------------------------------------------- |
| 1     | Äthiopien Tirunesh Dibaba Gelete Burka Meselech Melkamu Sentayehu Ejigu                      | 14 01 03 04 06                                              |
| 2     | Kenia Peninah Biwott Jepchumba Emily Chebet Muge Gladys Jepkemoi Chemweno Chemtai Rionotukei | 22 02 05 07 08 (9)                                          |
| 3     | Marokko Mariem Alaoui Selsouli Siham Hilali Najat El Fiddi Loubna Jao                        | 78 09 (13) 11 (19) 13 (22) 45 (66)                          |

Insgesamt wurden 16 Teams gewertet.